# Nie liczę godzin i lat
 Nie liczę godzin i lat – piosenka Andrzeja Rybińskiego z albumu pt. Andrzej Rybiński, wydana w 1983 roku.

## Opis
Utwór ten, który jest uznawany za jeden z największych przebojów Andrzeja Rybińskiego, został po raz pierwszy wykonany na 20. Krajowym Festiwalu Piosenki Polskiej w Opolu, na którym został nagrodzony II Nagrodą w konkursie Premier ex aequo z utworem pt. Szklana pogoda zespołu Lombard. Piosenkę zalicza się do grupy tzw. „evergreenów” – utworów, które nie odchodzą w zapomnienie mimo upływu lat.
W 1984 roku czechosłowacki duet Stanislav Hložek i  Petr Kotvald wykonał na festiwalu w Sopocie własną wersję utworu pt. Bláznivej čas. Rok później utwór został nagrany w praskim studio Supraphonu i zamieszczony na albumie Jinak to nejde.
Utwór ukazał się również na płytach takich jak m.in.: Andrzej Rybiński (1986), Greatest Hits (1992), (Andrzej i Jerzy Rybińscy) – Ballady (1995), Greatest Hits 2 (1999), (Jerzy i Andrzej Rybiński) – Czas relaksu (2006), Najlepsze hity dla ciebie – polskie (2014), Polskie szlagiery: Nie liczę godzin i lat (2019), The Best: Nie liczę godzin i lat (2020).

## Nagrody
- 1983: II Nagroda w konkursie Premier na 20. Krajowym Festiwalu Piosenki Polskiej w Opolu

## Pozycje na listach przebojów
| Kraj   | Notowanie (1983)                   | Pozycja |
| ------ | ---------------------------------- | ------- |
| Polska | Radiowa lista przebojów Programu I | 3       |
| Polska | Panorama (piosenka estradowa)      | 5       |

## Inne wykonania
- Maciej Jachowski –  jako Irek w serialu pt. M jak miłość w 2012 roku[7].